# Chinese Camp
Chinese Camp és una població dels Estats Units a l'estat de Califòrnia. Segons el cens del 2000 tenia 146 habitants.

## Demografia
Segons el cens del 2000, Chinese Camp tenia 146 habitants, 57 habitatges, i 38 famílies. La densitat de població era de 62,6 habitants per km².
Dels 57 habitatges en un 31,6% hi vivien nens de menys de 18 anys, en un 54,4% hi vivien parelles casades, en un 12,3% dones solteres, i en un 31,6% no eren unitats familiars. En el 29,8% dels habitatges hi vivien persones soles el 8,8% de les quals corresponia a persones de 65 anys o més que vivien soles. El nombre mitjà de persones vivint en cada habitatge era de 2,56 i el nombre mitjà de persones que vivien en cada família era de 3,18.
Per edats la població es repartia de la següent manera: un 28,1% tenia menys de 18 anys, un 10,3% entre 18 i 24, un 32,2% entre 25 i 44, un 19,9% de 45 a 60 i un 9,6% 65 anys o més.
L'edat mediana era de 35 anys. Per cada 100 dones de 18 o més anys hi havia 110 homes.
La renda mediana per habitatge era de 31.875 $ i la renda mediana per família de 35.833 $. Els homes tenien una renda mediana de 25.833 $ mentre que les dones 18.750 $. La renda per capita de la població era d'11.501 $. Entorn del 20,6% de les famílies i el 22,7% de la població estaven per davall del llindar de pobresa.

## Poblacions més properes
El següent diagrama mostra les poblacions més properes.